# Église de la Transfiguration-de-Kazan
L'église de la Transfiguration-de-Kazan ou église de la Transfiguration et de l'icône de Notre-Dame-de-Kazan (en russe : Преображенско-Казанская церковь), s'élève sur les berges de la Volga à Toutaïev (anciennement Romanov). Elle joue un rôle important dans le paysage visible depuis la rive droite du fleuve, par sa situation privilégiée et l'emplacement de son clocher situé un peu à l'écart du corpus de l'église. C'est un édifice de l'Anneau d'or sur la Haute-Volga.

## Histoire
La légende raconte qu'en 1588, un certain Guérassime rapporta de Kazan une icône de Notre-Dame de Kazan au petit monastère qui existait déjà à Romanov (Toutaïev) au même emplacement que l'église actuelle. La Vierge demanda que l'on construise une église en l'honneur de l'icône. Mais les habitants du village ne le firent pas et c'est pourquoi l'icône disparut. En effet, en 1609, un lieutenant polonais du nom de Jakob Lioubski, de religion orthodoxe, porta cette icône à Iaroslavl. Une église y fut construite en son honneur puis un couvent de femmes. Les habitants du village de Romanov (devenu Toutaïev à l'époque soviétique) implorèrent les autorités de leur rendre l'icône, mais en vain. Toutefois, ils obtinrent qu'un morceau de sa charpente soit conservée à Romanov. Une première église en bois fut alors construite pour cette partie d'icône. En 1917, à l'époque de la révolution russe les deux parties disparurent : celle de Iaroslavl et celle de Romanov (Toutaïev).  

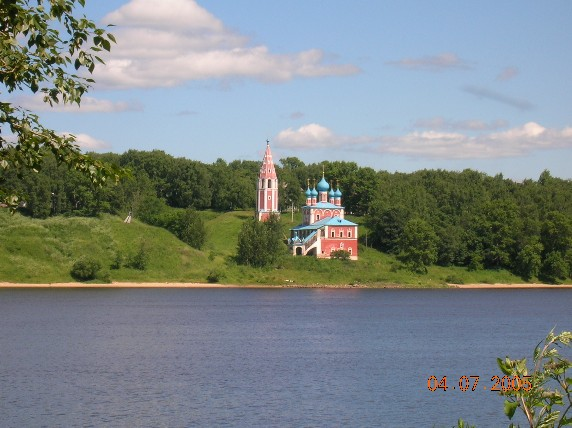
L'église et la Volga à Toutaïev

## Caractéristiques
Encastrée dans la pente de la berge de la Volga, l'ensemble architectural attire l'attention par l'originalité de ses formes. Le bâti se trouve légèrement en surplomb, ce qui le met en évidence. Suivant la légende tous les marchands de passages devaient apporter leur pierre à la construction de l'édifice au milieu du XVIIIe siècle. L'église fut édifiée en 1758, à la place d'un monastère détruit à l'époque des troubles. 
Elle compte cinq autels: celui de la Nativité de Marie au niveau inférieur, de même que celui de Saint Macaire. À l'étage celui de la Transfiguration, celui de Notre-Dame de Kazan et celui de Saint Nicolas Thaumaturge. Sous les fondations du clocher se trouve le tombeau de saint Onuphre. 
La silhouette de l'église est issue presque entièrement des concepts développés par l'École de Iaroslavl: cinq coupoles, une galerie accolée, un clocher aux proportions harmonieuses dominé par un toit pentu. 
En 1931, après la période de la révolution, l'église fut fermée. Elle fut alors utilisée à des fins civiles. L'extérieur n'eut pas trop à souffrir de cette utilisation, mais à l'intérieur, par contre, la décoration subit de nombreux dégâts. Seuls quelques petits fragments de fresques subsistent. En 1996 l'édifice fut restitué à l'Église orthodoxe de Russie.

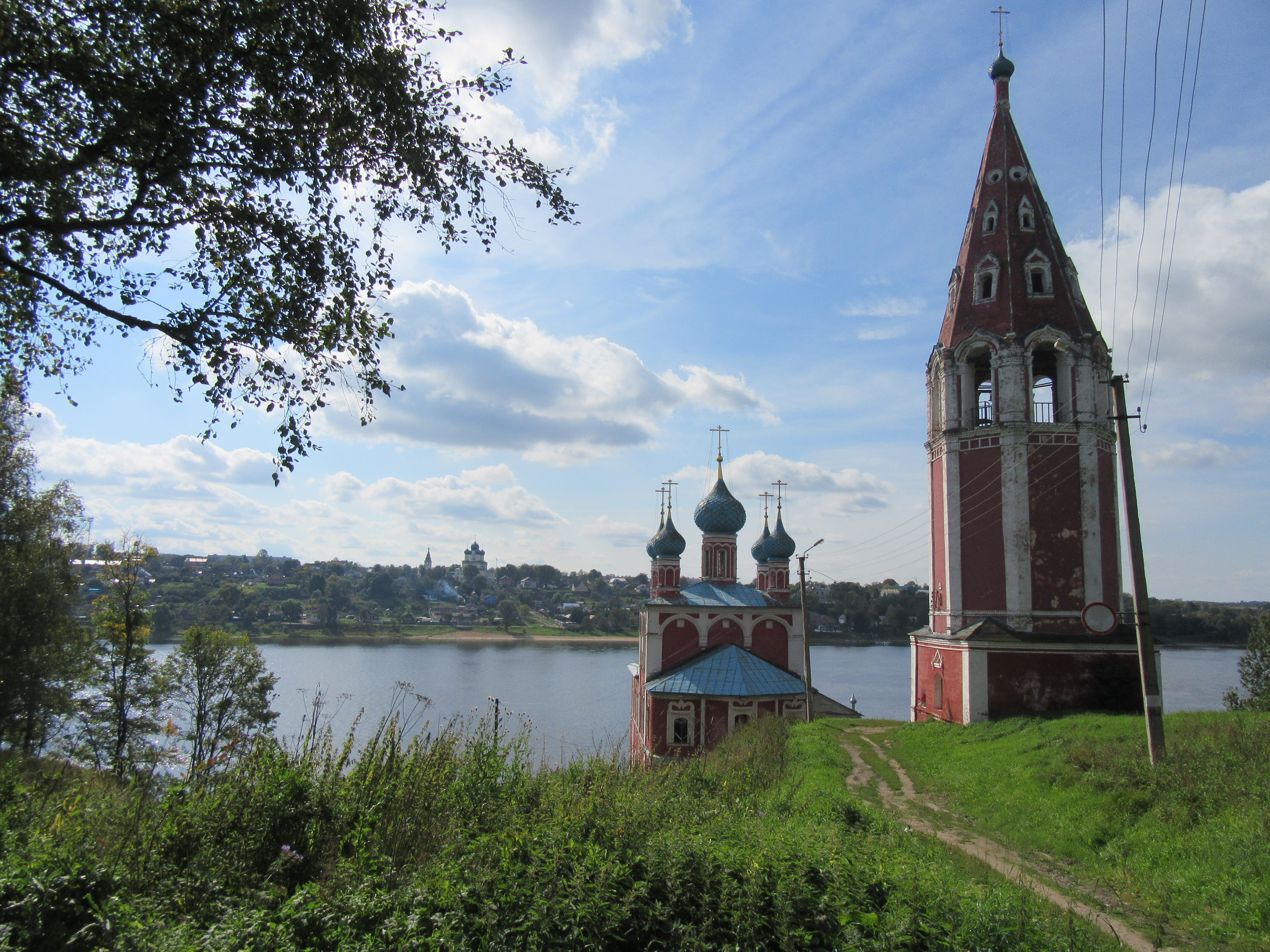
Vue du clocher de l'église de la Transfiguration-Kazanski (Toutaïev)